# Balão horário
O balão horário, também conhecido como ball time em seu nome original, é um dispositivo de sinalização do tempo. Trata-se de uma grande bola de madeira ou metal pintada ou decorada, que é descartada em um tempo pré-determinado, serve para navegação marítima e é usada para permitir que os navegadores verifiquem os seus cronômetros marítimos de seus navios. A cronometragem precisa é um meio pelo qual pode ser determinada a longitude no mar.
Embora o uso de bolas de tempo tenha sido preterido em favor da tecnologia moderna, tais como os sinais de tempo eletrônico, algumas bolas tempo permaneceram funcionando como atrações turísticas históricas.

## Ao redor do mundo
Hoje, há mais de sessenta bolas do tempo no mundo, apesar que muitas delas já não estão operando. As estações existentes incluem:
- Deal, Kent
- The Old Windmill, Brisbane, Australia
- Fremantle, Western Australia
- Gdańsk, Polônia (Instalada em 1876, removida em 1929. Em 2008 foi reconstruída)[2]
- Observatório Real de Greenwich
- Clock Tower, Brighton[3]
- Nelson's Monument on Calton Hill, Edinburgh
- Point Gellibrand, Victoria
- Sydney Observatory, Australia
- Victoria & Alfred Waterfront, Cape Town
- United States Naval Observatory
- Titanic Memorial, New York
- Citadelle of Quebec, Quebec City
- Semaphore, South Australia

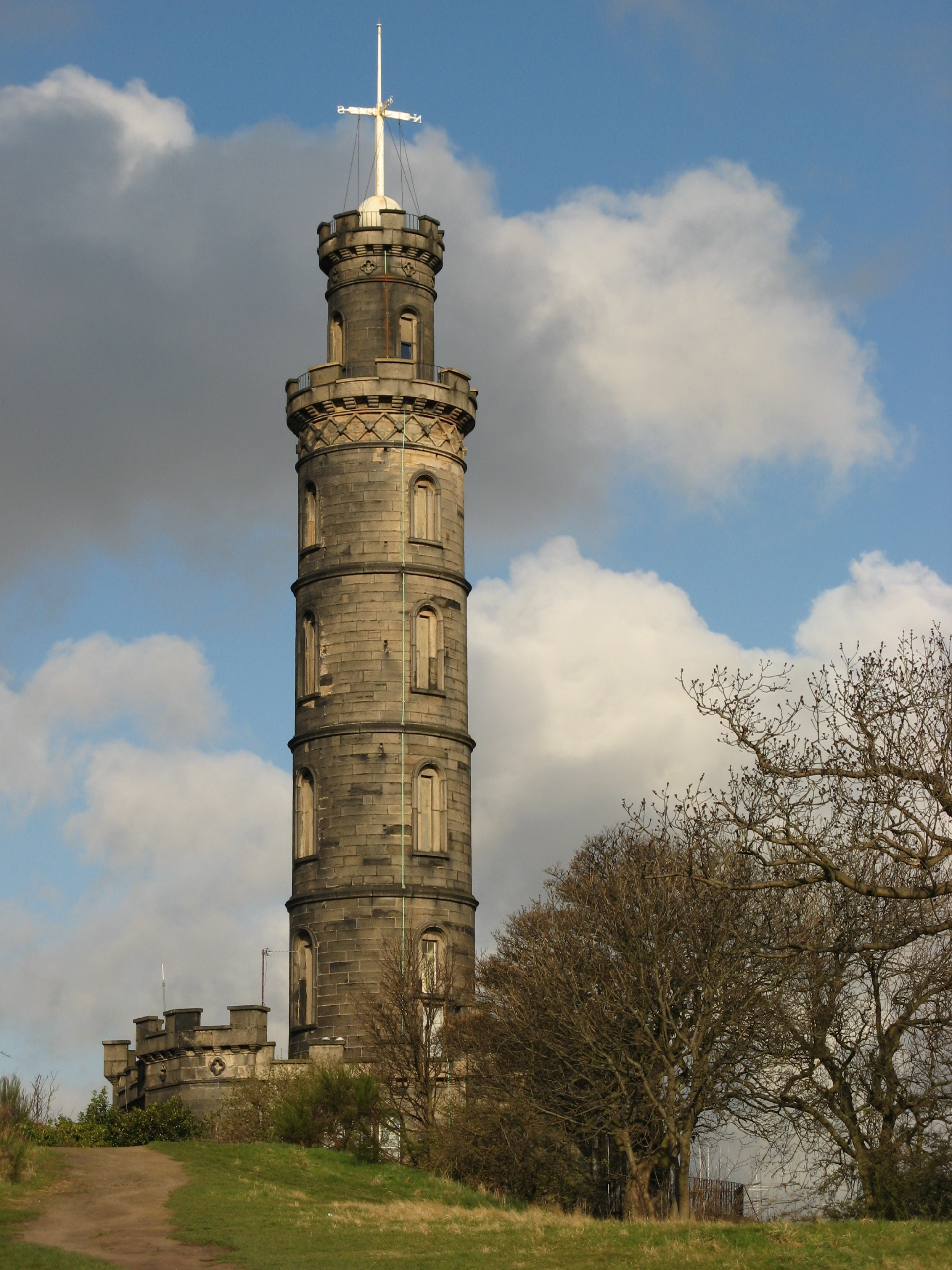
The Nelson Monument, Edinburgh, UK
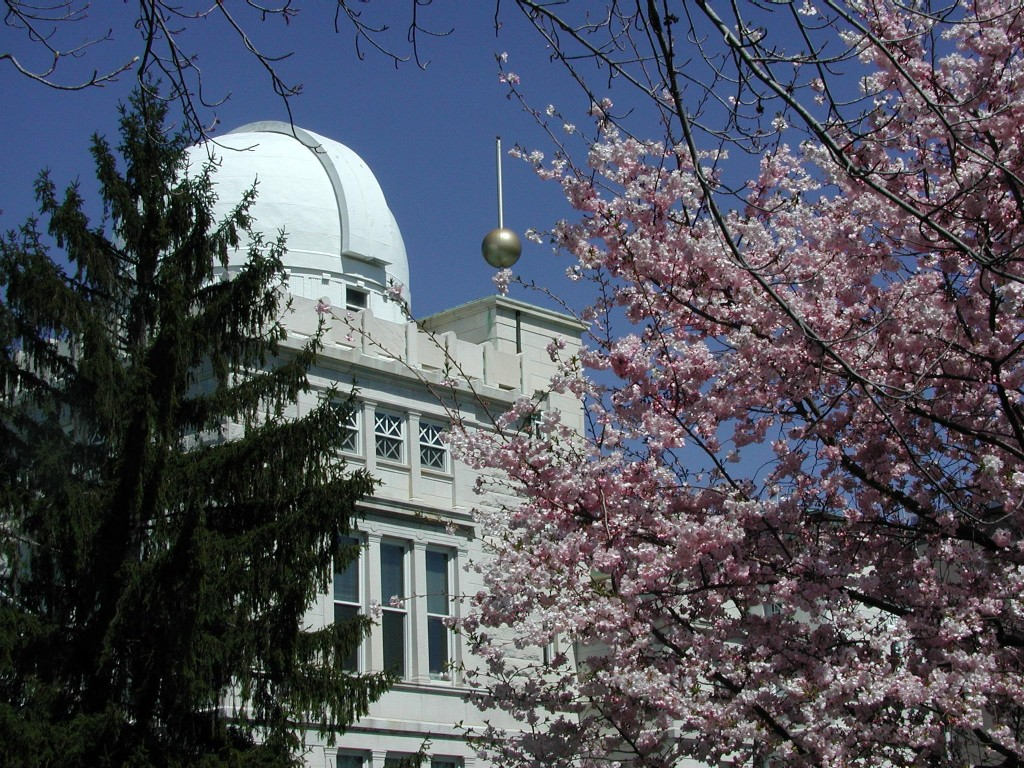
United States Naval Observatory, Washington, D.C., US
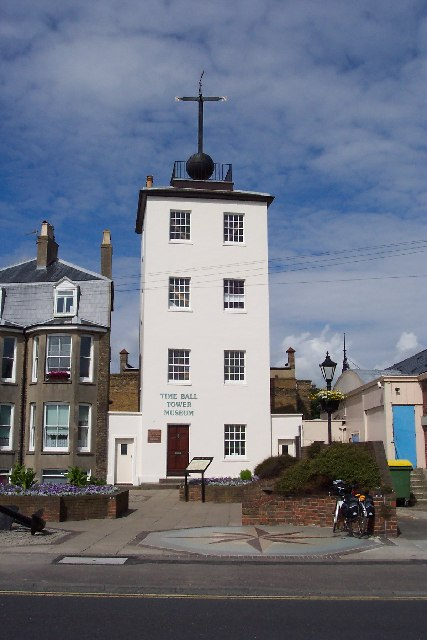
Deal Timeball, Deal, UK
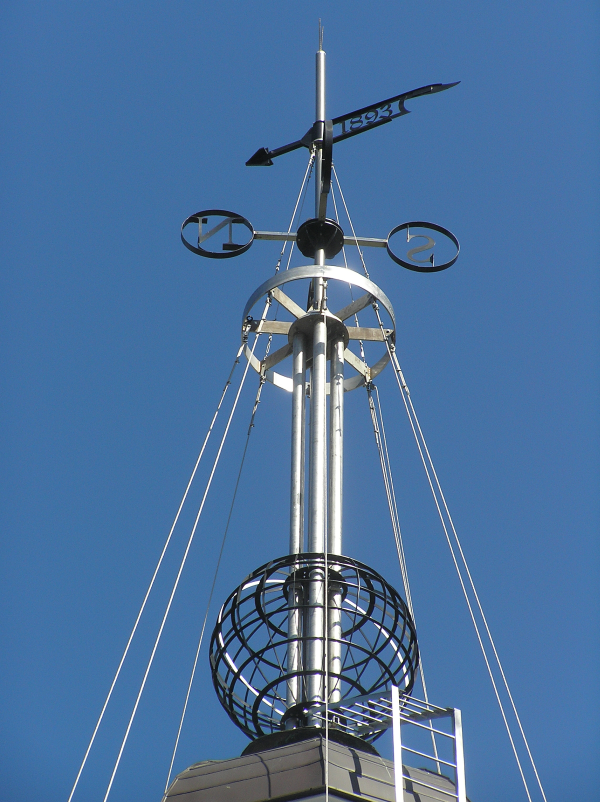
Gdańsk, Poland
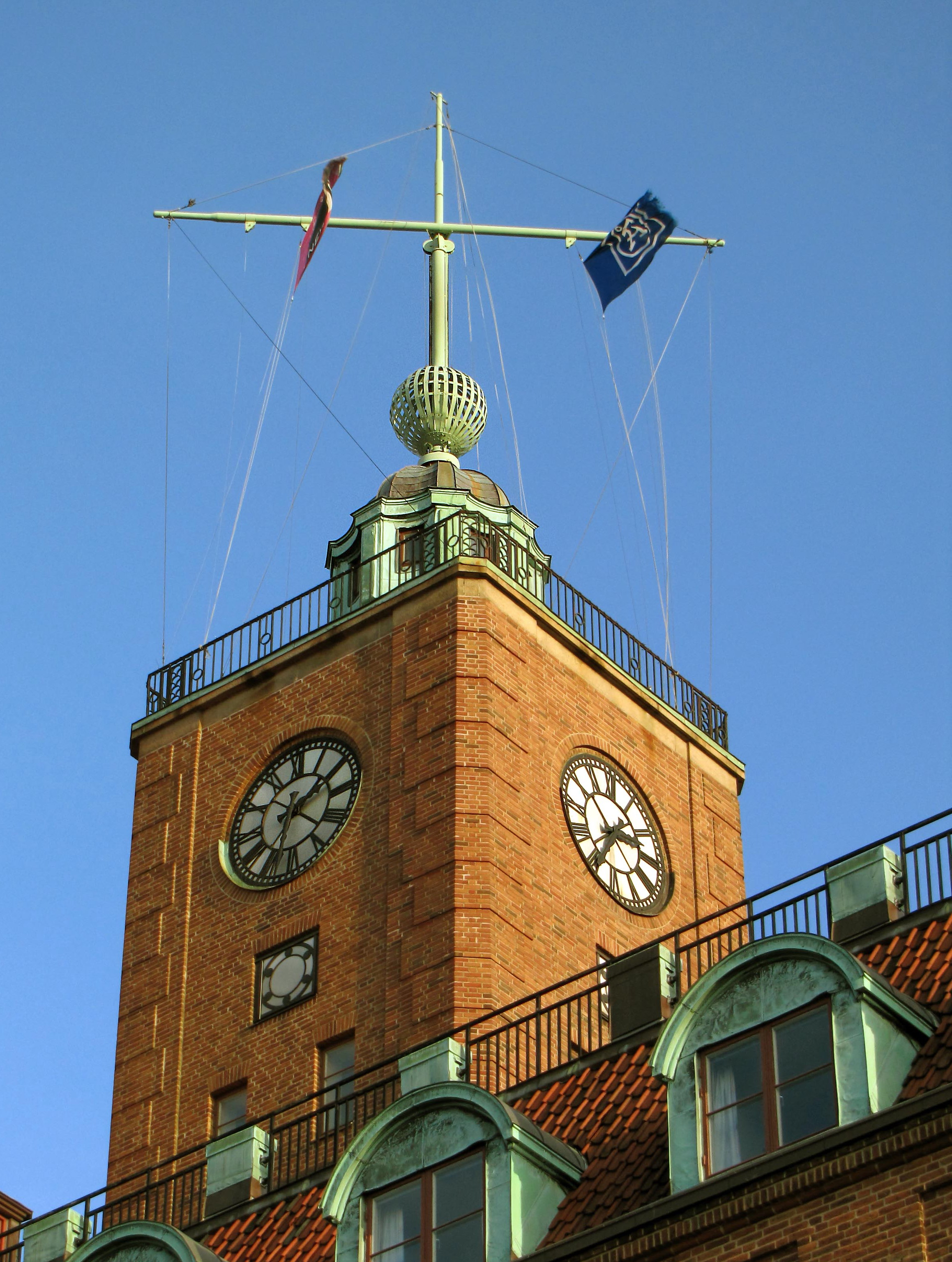
Gothenburg, Sweden
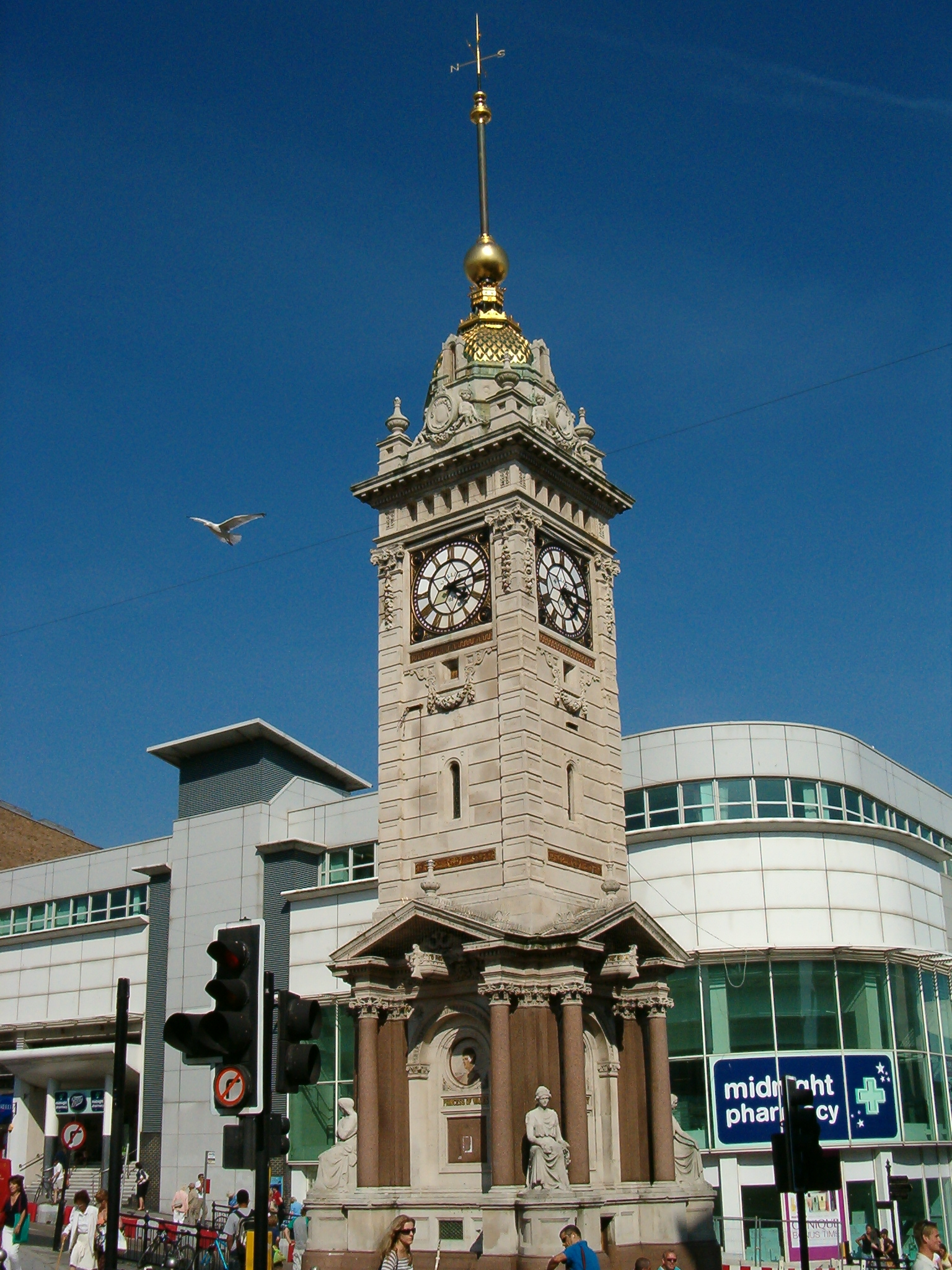
Clock tower, Brighton, UK

### Times Square
Uma variação moderna da bola o tempo tem sido usada desde 1908 para as celebrações da véspera de Ano Novo em Nova York na Times Square, onde uma bola de cristal iluminada localizada em um poste no topo de um prédio desce por um mastro para sinalizar, à meia-noite, a chegada do novo ano. Ao contrário de uma bola de tempo típica, em que o início da sua descida é utilizada como o sinal de tempo, a bola começa a descer um minuto antes, às 23:59, completando a sua descida na parte inferior do poste à meia-noite. Em 1988, a organização do evento reconheceu a adição de um segundo a mais, estendendo a queda de 61 segundos.